# أنتيفيدوتو غراماتيكا
أنتيفيدوتو غراماتيكا هو رسام إيطالي ولد في روما في ديسمبر 1569 وتوفي في أبريل 1626.
وُلِد غراماتيكا في روما، حيث عُمِّد في ديسمبر عام 1569. ووفقًا لجيوفاني باجليوني، أُطلق على الفنان اسم أنتيفيدوتو ("المُتَوَقَّع") لأن والده كان لديهِ شعور بأنه سيولد قريبًا أثناء رحلة بين مسقط رأسه سيينا وروما. نشأ أنتيفيدوتو في روما وأسس مسيرته الفنية. تعرّف على أعماله الفنية الصغيرة، التي غالبًا ما كانت تُرسم على النحاس، بفضل تدريبه على يد الفنان البيروجي جيوفاني دومينيكو أنجيليني (جياندومينيكو بيروجينو). ولُقّب بـ"جران كابوتشيانتي" لتخصصهِ في رسم رؤوس المشاهير. وبعد عقد من الزمان، في عام 1591، بدأ أنتيفيدوتو مسيرته الفنية المستقلة.
أقدمُ عملٍ عامٍّ باقي من غراماتيكا، وهو تكوينٌ عتيقٌ يُصوِّر المسيحَ المُخلِّصَ مع القديس ستانيسلاوس من كراكوف، والقديس أدالبرت من براغ، والقديس هياسينث أودرواز، رُسِمَ للمذبحِ الرئيسيِّ لكنيسةِ سانتو ستانيسلاو دي بولاتشي. وصفه جوليو مانشيني بأنه الأكثرُ حماسةً في مهنتهِ، وبدأ أنتيفيدوتو ارتباطه بأكاديميةِ سان لوكا عامَ 1593. اكتسبَ معرفةً واسعةً بحامِيَّي الأكاديمية، الكاردينالَين فيديريكو بوروميو وفرانشيسكو ماريا ديل مونتي، وكان وثيقَ الصلةِ بالأخير؛ لدرجةِ أنه انتُخِبَ "أميرًا" في أعلى منصبٍ في الجمعية عامَ 1624. لكن بعد ذلك بوقتٍ قصير، تورط في فضيحة. أدت مكائد عدو غراماتيكا، توماسو ساليني، بشأن محاولة بيع لوحة مذبح الأكاديمية، التي يُعتقد أنها من رسم رافائيل، إلى تراجع مُهين، عندما تدخل الكاردينال ديل مونتي لإعادة تأسيس المؤسسة. ارتبطت ثروته، إلى حد ما، بالكاردينال نفسه، الذي كان محل استياء كبير من عائلة باربيريني، وقد سبقت وفاته وفاة ديل مونتي بأربعة أشهر، في أبريل/نيسان 1626.
تُعرض أعماله في العديد من المجموعات العامة، بما في ذلك متحف الإرميتاج الحكومي - سانت بطرسبرغ، ومتحف برادو الوطني - مدريد، ومتحف تاريخ الفنون في فيينا، ومتحف بروكينثال الوطني - سيبيو/هيرمانشتات، رومانيا، ومعرض ومتحف كيلفينغروف للفنون - غلاسكو،[7] ومعرض ميزون دارت، موناكو.